# Jana Gunstheimer
Jana Gunstheimer (* 1974 in Zwickau) ist eine deutsche Künstlerin und Hochschullehrerin.
In ihren zeitdiagnostisch geprägten Arbeiten befasst sie sich mit Konflikten, Widersprüchen und Verwerfungen in Kultur und Gesellschaft und bedient sich dafür verschiedener Medien wie Zeichnung, Malerei, Text, Fotografie, Skulptur und Installation, aber auch kunsthandwerklicher Verfahren wie der Weberei, Stickerei und des Scherenschnitts. Ihr Werk kann dem Bereich der konzeptuellen Kunst zugerechnet werden.

## Leben
Nach dem Abitur absolvierte Gunstheimer zunächst ein Studium der Ethnologie und Kunstgeschichte an der Universität Leipzig, das sie 1998 abschloss. Von 1997 bis 2003 studierte sie an der HKD Burg Giebichenstein in Halle bei Thomas Rug sowie an der Hochschule der Bildenden Künste Athen und an der Ohio University. 2014/15 lehrte sie Zeichnung und Installation an der HBK Braunschweig; seit 2017 ist sie Professorin für Experimentelle Malerei und Zeichnung an der Bauhaus-Universität Weimar.
Für ihre Arbeiten erhielt Gunstheimer den Förderpreis Bildende Kunst des Bundesministeriums für Bildung und Forschung, den Marion Ermer Preis, den Falkenrot Preis und das Arbeitsstipendium der Stiftung Kunstfonds. 2010 war sie Stipendiatin der Deutschen Akademie Rom. Ihre Arbeiten sind in öffentlichen Kunstsammlungen im In- und Ausland vertreten, unter anderem in der Albertina Wien, im Centre Pompidou, im Art Institute of Chicago, in den Staatlichen Kunstsammlungen Dresden, im Museum Folkwang, im New Museum of Contemporary Art, im Tel Aviv Museum of Art und im Seattle Art Museum.

## Werk
Ausgangsbasis in Gunstheimers Werkprozess sind meist seriell angelegte monochrom-gegenständliche Zeichnungen, Aquarelle oder Druckgrafiken. Sie konstituieren das Korpus einer Werkgruppe und setzen in Sujet und Darstellung jeweils einen konkreten thematischen Schwerpunkt. Motivisch erscheinen sie als in „fiktive Rahmenhandlungen ein[gebettet]“ und werden als „Teile größerer Erzählzusammenhänge“ vorgestellt. In die so etablierte narrative Grundstruktur werden in der Ausstellung weitere erzählerische Momente geflochten, etwa durch (Wand-)Texte, Beschriftungen, Banner, Broschüren oder typografische Elemente bis zum Corporate Design. Hinzu treten – des Öfteren als Dummys ausgeführte – Objekte oder objekthafte Skulpturen in diversen Materialien und Techniken, die das Thema aufnehmen und weiterentwickeln, so dass vielteilige Displays eines dichten intermedial-intertextuellen Gefüges entstehen, die zu raumgreifenden Installationen arrangiert werden.
Die umfangreichste derartige Installation hat Gunstheimer 2016 für das Museum Morsbroich entwickelt, wo sie eine ganze Etage des Gebäudes zu einem komplexen, theatral inszenierten Parcours sich überlagernder Räume und Raumsegmente umgestaltete, um damit einen „dreidimensional erweiterte[n] Bildraum“ zu schaffen. Die Künstlerin selbst spricht diesbezüglich von einem „Möglichkeitsraum“, was sich sowohl auf das einzelne (Bild-)Objekt beziehen lässt als auch auf die in Kombination aller installativen Komponenten jeweils sich neu ordnenden Konstellationen und Sinnzusammenhänge. Aufgrund ihrer modularen Struktur sind Gunstheimers „begehbare Raumbilder“ in Anlage und Aufbau variabel und können je nach Kontext und baulichen Gegebenheiten modifiziert werden.
Gunstheimers Arbeiten sind generell gekennzeichnet durch die enge Verschränkung von Text und Bild, von – meist in Schriftform vermittelten – erzählerischen Passagen und ästhetischen Objekten, die das Berichtete anscheinend beglaubigen, exemplifizieren oder kommentieren. Die jeweiligen Darstellungsmittel sind dabei weder funktional noch formal zu trennen, sondern durchdringen und verstärken sich wechselseitig. Aus diesem Material werden bis ins Detail ausbuchstabierte literarisch-bildnerische Imaginationsräume konstruiert, die in ihrer Geschlossenheit und gedanklichen Stringenz Strukturähnlichkeiten mit den Mustern von Verschwörungstheorien aufweisen. Gunstheimer arbeitet gezielt mit der Indifferenz von Realem und Fiktivem, indem sie unter konsequentem Einsatz einer quasi-dokumentarischen Rhetorik und Ästhetik Versatzstücke von Faktischem aufgreift, neu kontextualisiert und in der Durchmischung mit frei Erfundenem als wirklich erscheinen lässt: „Ihre Kunst ist die des brillant vorgetragenen Fakes. Sie schildert Details mit frappierender Logik und verkettet sie so locker-assoziativ miteinander, dass Dokumentation und Fiktion kaum mehr unterscheidbar sind.“ Gestützt wird der Evidenzcharakter der behaupteten Tatsachen und deren vermeintlicher Belege durch eine forciert fotorealistische Anmutung des Bildmaterials sowie die – teils historisierende – Imitation wissenschaftlicher bzw. bürokratischer Ordnungs- und Systematisierungsschemata wie Glossare, Nomenklaturen, Verzeichnisse und Schautafeln. Exemplarisch für solche komplexen Konstrukte eines fiktionalen Realismus sind unter anderem das Langzeitprojekt Nova Porta (2005–2010) und die fingierte Feldstudie Mœlk. Von der guten Absicht (2019) im Rahmen des von der Künstlerin an der Bauhaus-Universität ins Leben gerufenen Modellversuchs IRRE@bauhaus.
Konstitutiv für Gunstheimers Werk ist das Stilmittel der Ironie, die bis zum schwarzen Humor reicht. Ironie wird jedoch weniger als rhetorische Figur eingesetzt, sondern ist vielmehr durchgehendes Strukturprinzip: Ironisiert werden nicht einzelne Aspekte in der Darstellung eines Sachverhalts, sondern der Sachverhalt als solcher ist sowohl Mittel als auch Gegenstand der Ironisierung. Obwohl Ironie im Allgemeinen mit verbalem Ausdruck assoziiert wird, ließe sich hier in Analogie zur allegoria in factis von einer ironia in factis sprechen.
In ihrer Vorgehensweise nimmt Gunstheimer Anleihen bei Modellen und Methoden der ethnologischen Feldforschung, der empirischen Sozialwissenschaft und des investigativen Journalismus, die sie einerseits adaptiert und andererseits durch Übersetzung in den künstlerischen Kontext travestiert. Aus einer Perspektive, die Gunstheimer in Anlehnung an Zugänge der Ethnologie als „Blick von außen“ bezeichnet, gilt ihr Interesse der „heimische[n] Zivilgesellschaft und ihren […] Transformationen“, was auch die Reflexion der „Medien und [der] Rolle, die sie in unserer Gesellschaft spielen“ einbezieht. In dieser Hinsicht hat ihre Arbeit eine gegenwartskritische Tendenz, „ist aber weit entfernt von aktivistischer und tagespolitischer Aufladung“. So lassen sich etwa in vielen ihrer Werke durchaus Bezüge zu tatsächlichen zeitgeschichtlichen Vorgängen und Begebenheiten erkennen, doch werden diese mittels Verschiebungen, „Verkehrung ins Gegenteil“, „Verdrehungen und proportionaler Verzerrung“ sowie zuweilen bis ans Absurde grenzender Zuspitzungen einer „künstlerischen Faktenmodellierung“ unterworfen, die Wirkliches, Denkbares und allem Anschein nach frei Erfundenes in ein dauerhaft ambiges Spannungsverhältnis treten lässt. Um „unmögliche Dinge“ durch ein „größtmögliches Maß an Glaubwürdigkeit“ zu plausibilisieren, greift Gunstheimer dabei zwar auf methodische Ansätze aus dem Wissenschaftsbereich zurück, appliziert sie aber gerade nicht auf die Kunst, sondern bedient sich ihrer als verfremdendes künstlerisches Mittel. Das unterscheidet ihre Vorgehensweise deutlich von der Künstlerischen Forschung und anderen Versuchen der Einbeziehung außerkünstlerischer Methodologien in die Kunst: „Mit ihren Werken und sogenannten Recherchen persifliert die Künstlerin derart auch die partizipatorische oder sozialkritische Forschung ihrer Kolleg*innen.“ Indem Gunstheimers Arbeit sich an der methodischen Strenge der Wissenschaft orientiert, deren Wahrheitsanspruch aber zugleich – offen oder verdeckt – konterkariert, überschreitet sie die vom System Kunst traditionell gesetzten Grenzen nicht und verbleibt im Bereich des Imaginären.

## Einzelausstellungen (Auswahl)
- 2023: Ackern, Ackern, Ackern, Galerie Zink, Waldkirchen
- 2022: Zwickauer Fried Chicken, Freunde Aktueller Kunst, Zwickau
- 2019: Mɶlk. Von der guten Absicht, Galerie Feldbusch Wiesner Rudolph, Berlin
- 2018: Luft nach oben. Falkenrot Preis 2018, Künstlerhaus Bethanien, Berlin
- 2017: The Gap, La Galerie Particulière, Paris
- 2016: Image in Meditation, Museum Morsbroich, Leverkusen
- 2016: Punished Image, Goethe-Institut Paris
- 2016: Le Prix de dessin Contemporain Fondation Guerlain, Salon du Dessin, Paris
- 2015: Mental Duels, GEM, Kunstmuseum Den Haag
- 2011: Black Flash, Philara Düsseldorf
- 2010: Ich bin ein Schwein. Macht mich heilig, Taxispalais, Innsbruck
- 2009: Jana Gunstheimer, Kunsthaus Erfurt
- 2007: Über F, Kunstverein Hildesheim
- 2007: Status L Phenomenon, Art Institute of Chicago
- 2004: Personen ohne Aufgabe, Kunsthaus Essen
- 2003: Manischer Realismus, Laden für Nichts, Leipzig

## Gruppenausstellungen (Auswahl)
- 2023: 200 Jahre Sehnsucht, Kunstverein Bamberg
- 2022: Worin unsere Stärke besteht. 50 Künstlerinnen aus der DDR, Kunstraum Kreuzberg/Bethanien, Berlin
- 2021: Überland, Kunsthalle Recklinghausen
- 2020: Zeichnungen der Sammlung Guerlain aus dem Centre Pompidou, Albertina, Wien
- 2019: Bauhausfrauen, Kunsthalle Erfurt
- 2019: Auto Fictions. Contemporary drawings, Prix de dessin Guerlain, Wilhelm-Hack-Museum, Ludwigshafen
- 2018: Ansichtssache. Wie Bilder werden, Kunstraum Alexander Bürkle, Freiburg
- 2017: 10th Drawing Prize of the Daniel & Florence Guerlain Contemporary Art Foundation, Centre Pompidou, Paris
- 2017: Vermisst. Der Turm der blauen Pferde von Franz Marc, Pinakothek der Moderne, München
- 2016: The Haunted House, Rathausgalerie München
- 2016: Intrigantes Incertitutes, Musée d'art Moderne et Contemporain, Saint-Étienne
- 2015: Vom Großen und Ganzen, Gerisch-Stiftung, Neumünster
- 2013: Drawings, voilà! A Selection from the Museum Collection, Tel Aviv Museum of Art
- 2013: Ortsbestimmung. Zeitgenössische Kunst aus Sachsen, Kulturhistorisches Museum Görlitz
- 2013: Visionen. Atmosphären der Veränderung, Marta Herford
- 2012: Demonstrationen. Vom Werden normativer Ordnungen, Frankfurter Kunstverein
- 2012: Geschichten zeichnen, Museum Folkwang, Essen
- 2011: Dreitausenddreihundertachtundvierzig und eine Nacht, Museum Folkwang, Essen
- 2011: Villa Massimo im Martin-Gropius-Bau, Berlin
- 2010: Rom sehen und sterben, Kunsthalle Erfurt
- 2010: Schritte ins Verborgene. Kunst und das Geheimnisvolle, Kunstmuseum Thurgau, Kartause Ittingen, Warth-Weiningen
- 2009: Pièces de Résistance: Formen von Widerstand in der zeitgenössischen Kunst, Kunstmuseum Thun
- 2009: The Right to Protest, Museum on the Seam, Jerusalem
- 2008: Wild Signals, Württembergischer Kunstverein Stuttgart
- 2008: Dorothea-von-Stetten-Kunstpreis, Kunstmuseum Bonn
- 2007: Geheime Gesellschaften (mit Dennis Rudolph), Dortmunder Kunstverein
- 2007: Girlpower & Boyhood, Talbot Rice Gallery, Edinburgh und Kunstmuseum Brandts (vormals Kunsthallen Brandts), Odense
- 2007: Compilation III, Kunsthalle Düsseldorf
- 2006: Der Fall Stammsitz, Städtische Museen Jena
- 2005: Marion Ermer Preis, HfBK Dresden
- 2004: World Watchers. Demokratie. Information. Subjekt – expanded version, Kunsthaus Dresden